# 迷子屋
『迷子屋』（まいごや）は、木村りんによる日本の漫画作品。『月刊Gファンタジー』（スクウェア・エニックス）2012年6月号から2013年11月号まで連載された。読み切りが好評を博し、連載に昇格した。

## ストーリー
穐山神社の娘 燈乃は、鳥居の前で倒れていた少年を見つける。霧也と名付けた少年は、ただ「かえりたい……」と呟くが、記憶を無くし、帰る場所すら忘れていた。
2年後、霧也と燈乃は、“迷子屋”として記憶を探し求めていた。

## 登場人物
霧也（きりや）
記憶喪失の少年。行き倒れていたところを、燈乃に拾われた。世間知らずなため失礼な発言をするが、本当は優しい。自分の記憶を探すために「迷子屋」を始めた。
燈乃（ひの）
穐山神社の娘。標しが薄い霧也のことを気に掛けていて、いつも心配している。
圭斗（けいと）
燈乃のクラスメイト。態度は大きいが、霊関係に関してはビビリ。
片岡（かたおか）
霧也に救われた元迷子。小説家の白城を紹介する。
白城（しらき）
片岡の友人の小説家。若くして天才と言われたが、最近はスランプに陥っている。ネタ探しのため迷子屋に興味を持ち、話を聞くうちに、自分自身が迷子になる。救われて後、霧也の協力者となった。

## 用語
迷子（まいご）
精神の迷子。何かのキッカケで標しに問題が生じ、精神と体が離れ、戻れなくなってしまった精神体のこと。
迷子になると自失状態になり、記憶の障害などが見受けられる。
迷子屋（まいごや）
標しの問題を解決し、迷子をあるべき場所へ導く案内人。
標し（しるし）
体と精神を繋ぐもの。
記憶や想いで出来ており、生死の境を彷徨うなど、心が弱くなった際に問題が起こりやすい。
精神が戻っても、消えてしまった標しの部分は思い出せない。
モノノケ
生前の念が残っていない、弱い霊。見える人や、標しに問題がある迷子状態の人に寄ってきやすい。生き物の精神を喰らって仲間を増やす。
標しをなくした精神体がモノノケになってしまうこともある。

## 単行本
- 木村りん 『迷子屋』 スクウェア・エニックス〈Gファンタジーコミックス〉、全3巻
  1. 2012年11月27日発行 ISBN 978-4-7575-3807-8
  2. 2013年6月27日発行 ISBN 978-4-7575-3997-6
  3. 2013年12月27日発行 ISBN 978-4-7575-4192-4